# Signalen
Signalen (originaltitel: Das Signal) är en tysk sci-fi- och dramaserie från 2024. Serien som består av fyra avsnitt hade premiär på strömningstjänsten Netflix den 7 mars 2024.

## Handling
Serien kretsar kring en astronaut som försvinner och som eftersöks av hennes familj. Men ju mer information de hittar, desto större blir hotet mot dem.

## Rollista (i urval)
- Peri Baumeister – Paula
- Florian David Fitz – Sven
- Yuna Bennett – Charlie
- Anja Knauer – Kathrin
- Uwe Preuss – Rainer
- Katharina Schüttler – Nora
- Meret Becker – Friedrike
- Seumas Sargent – Jake Mitchell
- Hadi Khanjanpour – Hadi Hiraj
- Wowo Habdank – Thomas Freytag
- Nilam Farooq – Mira
- Katharina Thalbach – Agnieszka